# Bryson DeChambeau
Bryson DeChambeau, (16 de setembro de 1993) é um jogador de golfe profissional americano. Ele ganhou nove vezes no PGA Tour, incluindo dois majors, o US Open de 2020 e 2024. Como amador, DeChambeau se tornou o quinto jogador da história a ganhar o campeonato da Divisão I da NCAA e o Amador dos EUA no mesmo ano. Com sua vitória no Aberto dos Estados Unidos, ele se tornou o terceiro jogador a vencer esses três campeonatos, depois de Jack Nicklaus e Tiger Woods, e o sexto jogador a vencer tanto o US Amador quanto o Aberto dos Estados Unidos.[carece de fontes?]
Famoso por sua abordagem analítica do esporte, DeChambeau adquiriu o apelido de "O Cientista". Seus tacos são especialmente projetados para suas especificações, com punhos mais grossos do que o normal e ferros que têm o mesmo comprimento.

## Títulos

### Amador
- Vencedor do campeonato da NCAA em 2015.
- Vencedor do Campeonato Amador de Golfe dos EUA em 2015.

### Profissional

#### Vitórias no PGA Tour
| lenda                             |
| Torneios principais (1)           |
| Campeonatos Mundiais de Golfe (0) |
| Outras vitórias no PGA Tour (4)   |

| No. | Data                   | Torneios                                 | Pontuação         | Ao par | Margem    | Oponentes       |
| --- | ---------------------- | ---------------------------------------- | ----------------- | ------ | --------- | --------------- |
| 1   | 16 de julho de 2017    | John Deere Classic                       | 66-65-70-65 = 266 | -18    | 1 tacada  | Patrick Rodgers |
| 2   | 3 de junho de 2018     | Torneio Memorial                         | 69-67-66-71 = 273 | -15    | Playoff   | Kyle Stanley    |
| 3   | 26 de agosto de 2018   | The Northern Trust                       | 68-66-63-69 = 266 | -18    | 4 tacadas | Tony Finau      |
| 4   | 3 de setembro de 2018  | Dell Technologies Championship           | 70-68-63-67 = 268 | -16    | 2 tacadas | Justin Rose     |
| 5   | 4 de novembro de 2018  | Hospitais Shriners para crianças abertos | 66-66-65-66 = 263 | -21    | 1 tacada  | Patrick Cantlay |
| 6   | 5 de julho de 2020     | Rocket Mortgage Classic                  | 66-67-67-65 = 265 | -23    | 3 tacadas | Matthew Wolff   |
| 7   | 20 de setembro de 2020 | US Open                                  | 69-68-70-67 = 274 | -6     | 6 tacadas | Matthew Wolff   |

#### TorneiosMajor´s(2)
| Ano  | Campeonato       | Resultados             | Margem    | Vice-campeão  |
| ---- | ---------------- | ---------------------- | --------- | ------------- |
| 2020 | US Open de golfe | −6 (69-68-70-67 = 274) | 6 tacadas | Matthew Wolff |
| 2024 | US Open de golfe | −6 (67-69-67-71 = 274) | 1 tacada  | Rory McIlroy  |